# Giovanni Francini
Giovanni Francini (Massa, 3 de agosto de 1963) é um ex-futebolista profissional italiano que atuava como defensor.

## Carreira
Giovanni Francini se profissionalizou no Torino.

## Seleção
Giovanni Francini integrou a Seleção Italiana de Futebol na Eurocopa de 1988.